# Parque natural de las Sierras de Tejeda, Almijara y Alhama
El parque natural de las Sierras de Tejeda, Almijara y Alhama, de 40 662 hectáreas de extensión, está situado sobre los relieves montañosos de las sierras de Tejeda, Almijara y de la comarca de Alhama, entre las provincias de Granada y Málaga, en el sur de España. Es de dirección aproximadamente noroeste a sureste y llega hasta el mar en la zona del paraje natural los acantilados de Maro.

## Descripción
El parque se extiende por los municipios granadinos de Alhama de Granada, Arenas del Rey, Játar, Jayena y Otívar, y por los municipios malagueños de Alcaucín, Canillas de Aceituno, Canillas de Albaida, Cómpeta, Frigiliana, Nerja, Salares y Sedella.
El paisaje es escarpado y abrupto, con numerosas crestas y profundos valles, como el cañón del río Verde.
Sierra Tejeda es la parte la más elevada de este conjunto montañoso, llegando a los 2066 metros en el pico de La Maroma.
Desde un punto de vista geológico, en Sierra Tejeda aparecen mármoles calizos y dolomíticos, aunque también es posible encontrar esquistos y gneises. En Sierra Almijara, la más oriental y de mayor extensión, se encuentran las mismas rocas que en Sierra Tejeda, aunque predominan las formaciones de mármoles dolomíticos.
Se pueden encontrar algunas cuevas en el lugar, entre las cuales destaca la Cueva de Nerja.

## Flora
La vegetación más característica en el parque está formada por matorrales esclerófilos y subesclerófilos, seguidos de la vegetación rupícola y kárstica, constituyendo la presencia de la flora vascular uno de los valores más significativos del medio y potenciando el interés botánico de la zona. A ello se suma la existencia de endemismos bético, malacitano-almijariense y norteafricanos, con una representación del 12% del total de taxones.
El parque presenta unas condiciones naturales que han favorecido la implantación de una amplia diversidad de formaciones vegetales y gran riqueza florística debido a la presencia de casi todos los pisos altitudinales de vegetación existentes en la península ibérica; a los fuertes contrastes entre las laderas de solana y umbría que se producen en las zonas de relieve acentuado; y a la condición de 'isla' de estas sierras. Gran parte de la superficie está ocupada por masas de pino negral (Pinus pinaster), pino carrasco (Pinus halepensis) y encina (Quercus rotundifolia). 
Los principales enclaves de interés botánico están representados por las altas cumbre, valles y barrancos, teniendo como localizaciones más características la vertiente meridional de la sierra de Tejeda, sierra de Játar, la Resinera, la cuenca alta del río Verde y sierra Cázulas, sierra de Nerja y sierras de Cómpeta y Enmedio. Entre las especies más destacables se puede citar la presencia del tejo (Taxus baccata), el almez (Celtis australis), el tabaco de pastor (Atropa baetica), el narciso de Cazorla (Narcissus longispathus), la grasilla (Pinguicula vallisneriifolia), Pinguicula dertosensis, Galium viridiflorum, Festuca elegans, el arto (Maytenus senegalensis subsp. europaeus); el guillomo (Amelanchier ovalis  subsp.  ovalis), el boj (Buxus balearica), Sarcopanos crassifolia subsp. speciosa, Acer opalus  subsp. granatense, el arce de Montpellier (Acer monspessulanum), el mostajo (Sorbus aria), Rhamnus myrtifolius, Ulex parviflorus y Salix eleagnos subsp. angustifolia
Otras especies de flora presentes en el parque natural son Andryala agardhii, Arceuthobium oxycedri, Arenaria racemosa, Centaurea bombycina   subsp. bombycina, Centranthus nevadensis, Convolvulus boisieri, Cosentinia vellea subsp. bivalens, Cotoneaster granatensis, Dryopteris submontana, Frangula alnus subsp. alnus, Fumana baetica, Galium erythrorrhizon, Genista longipes subsp. viciosoi, Gymnocarpium robertianum,   Hippocrepis eriocarpa, Pseudoscabiosa grosii, Pterocephalus spathulathus, Rothmaleria granatensis, Platanthera clorantha y Teucrium fragile.

## Fauna
La presencia de un relieve tan abrupto en este espacio natural protegido se traduce en una amplia diversidad de hábitats que permiten albergar una numerosa y variada comunidad faunística en la que dominan especies adaptadas a ambientes montañosos. 

### Aves
Las aves son el grupo de vertebrados mejor representado en lo que a número de especies se refiere. Entre éstas destaca el grupo de las de ambientes rupícolas como el águila real (Aquila chrysaetos), el águila perdicera (Hieraaetus fasciatus), el halcón peregrino (Falco peregrinus),  el búho real (Bubo bubo), el buitre leonado (Gyps fulvus), la chova piquirroja (Pyrrhocorax pyrrhocorax), roquero solitario (Monticola solitarius), roquero rojo (Monticola saxatilis), avión roquero (Ptyonoprogne rupestris), vencejo real (Apus melba), colirrojo tizón (Phoenicurus ochruros), escribano montesino (Emberiza cia) o collalba negra (Oenanthe leucura). 
Las zonas del parque en las que los ambientes rocosos se ven sustituidos por áreas forestales con arbolado denso albergan especies como el azor (Accipiter gentilis), el gavilán (Accipiter nisus), el cárabo (Strix aluco), el autillo (Otus scops), la paloma torcaz (Columba palumbus), el pito real (Picus viridis), el pico picapinos (Dendrocopos major), el arrendajo (Garrulus glandarius), el piquituerto (Loxia curvirostra), el pinzón vulgar (Fringilla coelebs) o un buen número de páridos y otros paseriformes. 
Las zonas arboladas menos densas albergan especies típicas como el águila culebrera (Circaetus gallicus), el busardo ratonero común (Buteo buteo), el mochuelo (Athene noctua), la perdiz roja (Alectoris rufa), la abubilla (Upupa epops) o la tarabilla común (Saxicola torquata), entre otras. Las formaciones boscosas de ribera también cuentan con una buena representación de especies como el cuco (Cuculus canorus), la tórtola europea (Streptopelia turtur), el torcecuello (Jynx torquilla), el chochín (Troglodytes troglodytes), el petirrojo (Erithacus rubecula), el ruiseñor (Luscinia megarhynchos), papamoscas gris (Muscicapa striata), la oropéndola (Oriolus oriolus), el mirlo (Turdus merula) y los mosquiteros (Phylloscopus spp.).

### Mamíferos
Entre los mamíferos, es el grupo de los quirópteros el mejor representado, con especiescomo el murciélago pequeño de herradura (Rhinolophus hipposideros), el murciélago grande de herradura (Rhinolophus ferrumequinum), el murciélago de cueva (Miniopterus schreibersii), el murciélago mediterráneo de herradura (Rhinolophus euryale), el murciélago de ratonero pardo (Myotis emarginatus), el murciélago ratonero mediano (Myotis blythii), el murciélago ratonero grande (Myotis myotis), murciélago ratonero patudo (Myotis capaccinii) o el murciélago ratonero gris (Myotis nattereri). Esta gran diversidad está relacionada con la naturaleza kárstica del parque y la gran disponibilidad de cuevas, cavidades y refugios que esta característica proporciona a los murciélagos.
Además de las especies de murciélagos cavernícolas mencionadas también hay citas de la presencia de especies forestales como el murciélago de montaña (Hypsugo savii) el nóctulo gigante (Nyctalus lasiopterus), el murciélago orejudo gris (Plecotus austriacus), el murciélago de borde claro (Pipistrellus kuhlii), el murciélago hortelano mediterráneo (Eptesicus isabellinus) y el murciélago común (Pipistrellus pipistrellus).
Otras especies de mamíferos presentes en el espacio natural son la nutria (Lutra lutra), el gato montés (Felis sylvestris), la cabra montés (Capra pyrenaica hispanica), la ardilla roja (Sciurus vulgaris), el conejo (Oryctolagus cuniculus), la gineta (Genetta genetta), el zorro (Vulpes vulpes), la comadreja (Mustela nivalis), el jabalí (Sus scrofa) o el ciervo (Cervus elaphus). Además, desde 2011 se está reintroduciendo el corzo (Capreolus capreolus) con la suelta de varios ejemplares.

### Anfibios y reptiles
Por su parte, los anfibios cuentan con una notable diversidad de especies, distribuidas ensu mayoría por la vertiente granadina del espacio, siendo el sapo partero bético (Alytes dickhilleni) la especie más abundante y junto con el tritón pigmeo (Triturus pygmaeus) constituyen dos de los endemismos más característicos del espacio. A ello se suma la presencia del sapillo moteado ibérico (Pelodytes ibericus) y el sapillo pintojo meridional (Discoglossus jeanneae). En el grupo de los reptiles, destaca la presencia del eslizón ibérico (Chalcides bedriagai), endemismo ibérico de gran interés, la víbora hocicuda (Vipera latasti), el eslizón tridáctilo ibérico (Chalcides striatus) o la culebra de collar (Natrix natrix) y el galápago leproso (Mauremys leprosa).

## Turismo
Existen iniciativas de turismo rural que han logrado volver a poblar El Acebuchal.
También se trabaja en la señalización de senderos.
La zona más alta (La Maroma) sufre una afluencia masiva de visitantes.